# Du ciel
Pour les articles homonymes, voir Ciel (homonymie).
Ne pas confondre avec le De Mundo (De l’Univers), de pseudo-Aristote.
Du ciel (en grec ancien : Περὶ οὐρανοῦ / Perì ouranoū, et en latin : De caelo) est un traité d'Aristote constitué de quatre livres dans lesquels il expose ses théories astronomiques. Son attribution à Aristote a parfois été contestée. Ainsi, Proclos considère que Du ciel est l’œuvre de Théophraste, mais des savants, spécialistes d’Aristote comme Werner Jaeger et Eduard Zeller n’ont jamais mis en doute cette attribution à Aristote ; ils ont même proposé un ordre chronologique des ouvrages scientifiques du philosophe grec, le traité Du ciel s’inscrivant après la Physique et avant le traité De la génération et de la corruption.

## L'objet de l'ouvrage
« Mais disons d'abord ce que nous entendons par le ciel, et combien de sens a ce mot, afin que la recherche à laquelle nous nous livrons en devienne d'autant plus claire. En un premier sens, nous disons que le ciel est la substance de la périphérie dernière de l'univers, ou bien que c'est le corps naturel qui est à l'extrême limite de cette périphérie du monde; car l'usage veut qu'on entende surtout par le ciel la partie élevée et extrême où nous disons que réside inébranlable tout ce qui est divin. Dans un autre sens, le ciel est le corps qui est continu à cette extrême circonférence de l'univers où sont la lune, le soleil et quelques autres astres ; car nous disons que ces grands corps sont placés dans le ciel. Enfin en un troisième sens, nous appelons ciel le corps qui est enveloppé par la circonférence extrême ; car nous appelons ordinairement ciel la totalité des choses et l'ensemble de l'univers. »

Malgré cette mise au point faite à la fin du livre premier du traité, une certaine confusion persiste, comme l'atteste le commentaire de Jules Barthélemy-Saint-Hilaire :

« Le sujet de ce traité n'est pas très net, et les commentateurs grecs se sont divisés sur la question de savoir quel il est véritablement. Alexandre d'Aphrodise et Jamblique, après lui, ont cru qu'Aristote avait voulu, dans cet ouvrage, non seulement étudier le ciel, mais encore l'univers entier. Syrien et Simplicios ont soutenu qu'il ne s'agissait que du ciel, et selon eux de cette partie de l'univers qui s'étend de la sphère de la lune jusques et y compris notre terre. La question n'a pas grande importance, et l'on peut interpréter de différentes manières le but qu'Aristote s'est proposé. Mais l'opinion de Simplicios paraît plus conforme aux matières mêmes que ce traité discute. Il résulte de ces controverses et de cette incertitude que les scolastiques, pour ne pas trancher la question, ont donné à cet ouvrage un double titre : De caelo et mundo, comme on peut le voir par Albert le Grand et saint Thomas d'Aquin, et par tous ceux qui les ont suivis. Je crois que le titre seul : Du Ciel doit être conservé à ce traité, tandis que le titre : Du Monde devant être réservé au petit traité apocryphe qui porte cette dénomination spéciale, et qu'on trouvera après la Météorologie. Du reste, tous les commentateurs s'accordent pour placer le Traité du ciel à la suite de la Physique, dont il est en quelque sorte le complément. »

## Le Cosmos selon Aristote
Le Cosmos est divisé en deux zones par une partie infranchissable située entre la Terre et la lune, il n'est en effet pas infini :
- En haut, la région d'Ouranos ὑπερσελήνιος / huperselḗnios (du grec ancien ὑπέρ / huper, « dessus », et σελήνη / selḗnē, « lune »), littéralement supralunaire, où existe un cinquième élément, la quintessence. Les corps célestes sont des réalités plus parfaites et leurs mouvements sont régis par d'autres lois que dans la région sublunaire. Aristote suit Eudoxe de Cnide et Calippe.
- En bas, la Terre et la Lune constituent le monde, le cosmos ὑποσελήνιος / huposelḗnios (du grec ancien ὑπο / hupo, « dessous » et de σελήνη / selḗnē, « lune »), littéralement sublunaire : ce cosmos est corruptible et changeant (il a une naissance, un déclin...) ; il comprend les trois autres éléments (στοιχεῖα / stoikheīa), « les éléments de l’univers », l’eau, l’air, le feu. La sphère du feu est celle où apparaissent les étoiles filantes, les aurores boréales et les comètes.

### Le monde céleste ou supralunaire
Il est à l'opposé du monde sublunaire désordonné. Ce monde est parfait et immuable et ses composants sont des sphères concentriques, tournant circulairement autour de la Terre. Les objets les plus idéaux, les étoiles fixes, les plus parfaits, ne se déplacent pas, mais sont à l'origine de tout mouvement.

### Le monde sublunaire

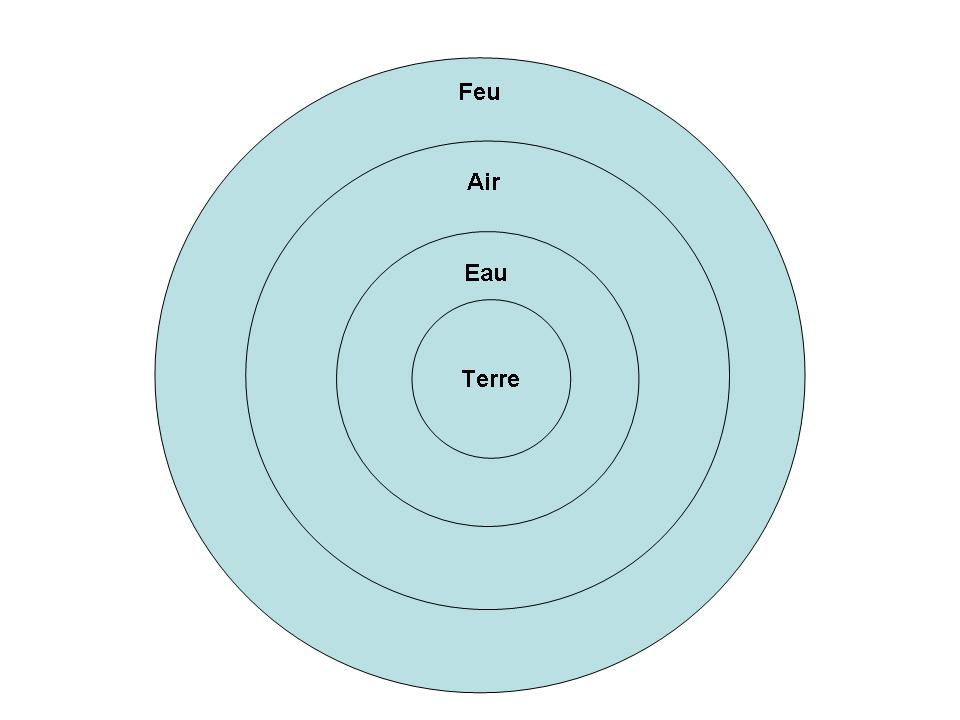
Les 4 éléments d'Empédocle, disposés en sphères concentriques.

Il est composé des quatre éléments, mélangés sur notre planète : il y a de l'air dans l'eau....
Dans ce monde, l'origine des mouvements des corps serait que chaque élément tend à se réunir en un unique endroit (ainsi ceci explique les météorites, la pesanteur — une pierre est attirée par la Terre — etc.)
Il énonce par ailleurs un principe de dynamique erroné selon lequel la vitesse serait proportionnelle à la force de poussée : un objet irait d'autant plus vite qu'on le pousse avec plus de force, et quand on ne le pousserait plus, cet objet s'arrêterait. On sait depuis Galilée que ce résultat est faux.

### La Terre (chapitre XIV du Livre II)
La Terre est selon lui placée au centre du monde, selon les preuves mathématiques données, à l’instar de Platon.

« Il est donc évident que la terre doit être nécessairement au centre et y être immobile, soit d'après les causes que l'on vient d'expliquer, soit par cette autre cause que les corps graves lancés de force en l'air, une fois parvenus à leur niveau, reviennent au même point, quand bien même la force qui les aurait poussés les lancerait à l'infini. On voit donc bien évidemment, par tous ces motifs, que la terre ne se meut pas et qu'elle n'est pas en dehors du centre. »

— Jules Barthélemy-Saint-Hilaire, Traité du ciel,.
Aristote rappelle d'autre part la démonstration de la sphéricité de la Terre, toujours en partant des phénomènes (φαινόμενα), c'est-à-dire des apparences.

« J'ajoute que tous les astres ensemble, et un astre quelconque considéré isolément, doivent être tout pareils à cet égard. Or, il a été démontré dans les Traités d'optique, que la lune est sphérique ; car autrement elle n'aurait ni ces accroissements, ni ces décroissances, se présentant le plus souvent à nos yeux sous forme de disque ou de courbe tronquée, et ne se présentant qu'un seul instant à demi-pleine. D'autre part, on a démontré aussi dans les Traités d'astronomie, que les éclipses du soleil ne pourraient pas, sans cela, avoir l'apparence de disque. Par conséquent, un astre quelconque étant sphérique, il faut évidemment aussi que tous les autres astres le soient également. »

— Jules Barthélemy Saint-Hilaire, Traité du ciel, chapitre XI, livre II, paragraphe 3.
Il rapporte les dimensions de la circonférence de la Terre mesurée par des mathématiciens (il ne les cite malheureusement pas) : 400 000 stades soit environ le double de sa taille réelle (60 000 km au lieu de 40 000, comme l'ont d'ailleurs remarqué Simplicios et Saint Thomas d'Aquin).

## Résumé

### Livre I <Le monde supralunaire>
Les titres donnés entre crochets <> dans ce résumé ne sont pas d'Aristote (la division en chapitre est elle-même le produit d'un travail éditorial sur plusieurs siècles), ils s'appuient sur les titres proposés dans la traduction de Jules Tricot (1949) éditée et rééditée depuis par la librairie philosophique Vrin.

#### Chapitre 1 - <L'Univers est une grandeur parfaite, c'est-à-dire un corps>
Aristote débute son traité par des considérations abstraites sur l'Univers. Il considère que "un corps est ce qui est divisible en toutes ces dimensions" [268a 7], c'est-à-dire "selon trois dimensions" [268a 9] :

« parce qu'il n'y a que trois dimensions en tout, et que ce qui est divisible selon trois dimensions est divisible selon toutes les dimensions. En effet, comme le disent les Pythagoriciens, le Monde, et tout ce qu'il contient, est déterminé par le nombre trois, puisque la fin, le milieu et le commencement forment le nombre de ce qui est un tout, et que le nombre donné est la triade. »

— Du Ciel, livre I, chap.1, 268a 10, trad J. Tricot

#### Chapitres 2, 3 et 4 - <L'Ether: cinquième élément doué d'un mouvement circulaire>
Dans le traité Du Ciel, Aristote suppose connus les résultats de la Physique. Il suppose que les éléments matériels sont la terre, l'eau, l'air et le feu. Mais ces éléments ont pour mouvement naturel les translations haut/bas et le Stagirite ne peut expliquer la "translation circulaire" du premier corps (la partie périphérique du Ciel dont la trajectoire apparente est due à la rotation de la terre) sans l'ajout d'un cinquième corps.

« En outre, si, d'un côté, le mouvement circulaire est, pour un corps déterminé, une translation naturelle, il est évident qu'il doit exister parmi les corps simples et premiers un corps qui naturellement, tout comme le feu se dirige vers le haut et la terre vers le bas, se meut d'un mouvement circulaire naturel. »

— Du Ciel, livre I, chap. 2, 269b 3-5, trad. J. Tricot
Il justifie le nom d'éther par référence à la tradition et des raisons d'ordre étymologiques :

« C'est pourquoi, dans la pensée que le premier Corps est quelque chose de différent de la terre, du feu, de l'air et de l'eau, les Anciens ont donné le nom d'éther au lieu le plus élevé, dérivant son appellation du fait qu'il court perpétuellement pendant l'éternité du temps [...]. »

— Du Ciel, livre I, chap.3, 270b 20-24, trad. J. Tricot

#### Chapitres 5, 6 et 7 - <Réfutation de l'existence d'un corps infini>[12]
Dans ces trois chapitres essentiellement mathématiques, Aristote développe des arguments proches des Problèmes de Mécanique (traité pseudo-aristotélicien).
En particulier, le Stagirite montre, au chapitre 5, que pour une rotation d'un corps de rayon infini, l'aire parcourue par les rayons devrait elle-même être infinie. Toute l'argumentation pourrait être traduite en terme modernes par la formule classique : V=ω*R (la vitesse, V, d'un point d'un corps en rotation autour d'un axe fixe est proportionnelle à la distance minimale (projection orthogonale) du point à l'axe, ici notée R).
Un second argument est avancé au chapitre 6 du traité. Il est crucial dans la compréhension de la théorie de la chute des corps dans un fluide telle qu'elle pouvait être enseignée à l'Académie de Platon et par la suite au Lycée au IVeme siècle avant J.C..

« Mais qu'il ne puisse exister de poids infini, les considérations suivantes le montrent avec évidence. Si un poids donné parcourt une distance donnée en un temps donné, un même poids plus quelque chose parcourra la même distance en un temps plus court, et les temps seront inversement proportionnels aux poids. [...] Or il n'y a aucune proportion entre l'infini et le fini : il ne peut y en avoir qu'entre le temps plus court et le temps plus long dans l'ordre du fini. »

— Du Ciel, livre I, chap. 6, 273b 30 - 274a 8, trad. J. Tricot
Le chapitre 7 est une reprise de la même discussion à partir de considérations générales de la Physique pour montrer "qu'il est impossible pour l'infini de subir quelque modification de la part du fini, ou d'exercer une action sur le fini" (Ibidem), ou encore que "rien de fini n'a une force infinie, ni rien d'infini, une force finie" (Ibidem). Tout ceci permet à Aristote de conclure :

« Qu'ainsi le corps de l'Univers ne soit pas infini, cela résulte manifestement de ce que nous venons de dire. »

— Du Ciel, livre I, chap. 7, 276a 17, trad. J. Tricot

#### Chapitres 8 et 9 - <De l'unité du Ciel>
L'unité du Ciel (pris au sens d'Univers) est d'abord envisagée comme une conséquence de la nature des éléments qui le constituent, "particules spécifiquement semblables" [276b 30], qui ont un mouvement naturel vers le centre ou l'extrémité. Ce raisonnement a un aspect imparfait et de pétition de principe, puisque l'auteur admet que "il faut nécessairement ou bien renverser de fond en comble les fondements de notre raisonnement, ou bien admettre que le centre et l'extrémité sont chacun numériquement un." [277a 8-10]
Au chapitre 9, l'argumentation porte sur la forme et la matière de l'univers.
La solution proposée est que si l'Idée platonicienne ou la forme aristotélicienne, se réalise, en fait, dans une matière unique et totale, il n'y aura qu'un seul individu (voir note de J. Tricot, édition Vrin) :

« Il n'en est pas moins vrai qu'il n'y a aucune nécessité pour autant d'admettre l'existence d'une pluralité de Mondes. Une telle pluralité n'est même pas possible, si ce Monde est composé de la totalité de la matière, comme c'est bien ce qui a lieu en fait. »

— Du Ciel, livre I, chap. 9, 278a 25-27, trad. J. Tricot
Aristote conclu alors avec assurance  : 

« Le Monde, pris comme un tout, est, par suite, constitué de la totalité de la matière, car sa matière est, avons-nous dit, le corps naturel et sensible. J'en conclu qu'il n'y a pas maintenant et qu'il n'y a jamais eu plusieurs Cieux, et qu'il ne peut même pas y en avoir plusieurs ; mais le Ciel qui nous entoure est un, seul et complet. »

— Du Ciel, livre I, chap.9, 279a 7-10, trad. J. Tricot
Cette solution du problème n'est pas sans rappeler la première proposition du Tractatus logico-philosophicus de Ludwig Wittgenstein : "Le monde est tout ce qui a lieu."

#### Chapitres 10, 11 et 12 - <Le Ciel est inengendré et incorruptible>
Dans cette dernière partie du premier livre, Aristote pose la question si le Monde est engendré ou inengendré, corruptible ou incorruptible (on dirait en langage moderne, pour ces deux derniers termes : destructible et indestructible). De façon méthodique il commence par une histoire des doctrines (chapitre 10), puis définit les termes engendré et inengendré, corruptible et incorruptible, possible et impossible (chapitre 11) avant de développer des syllogismes et démonstrations par l'absurde (démonstrations parfois présentées à l'aide d'une écriture symbolique), la conclusion étant :

« Si les deux termes s'accompagnent toujours l'un l'autre, si l'inengendré est incorruptible et l'incorruptible inengendré, il faut nécessairement que l'éternel accompagne aussi chacun de ces deux termes et que tout ce qui est inengendré soit éternel, et que tout ce qui est incorruptible soit éternel. De toute évidence cela résulte de la définition des termes. Nécessairement, en effet, si un être est corruptible, il est engendré : car il est ou inengendré, ou engendré, mais s'il est inengendré, on a supposé qu'il est incorruptible. D'autre part, si un être est engendré, il est nécessairement corruptible ; car il est ou corruptible, ou incorruptible, mais s'il est incorruptible, on a supposé qu'il est inengendré. »

— Du Ciel, livre I, chap. 12, 382b 1-5, trad. J. Tricot 1949

### Éditions de référence
- « Du ciel », dans Aristote, Œuvres complètes (trad. Catherine Dalimier & Pierre Pellegrin), Éditions Flammarion, 2014, 2923 p. (ISBN 978-2081273160)
- (grc + fr) Aristote (texte établi et traduit par Philippe Moreau), Du ciel, Paris, Les Belles Lettres, coll. « Collection des universités de France / Série grecque » (no 168), 2003 (1re éd. 1965), 322 p., 12,5 × 19,2 × 3 cm (ISBN 2-251-00042-9 et 978-2-251-00042-8, présentation en ligne)